# 大拜尔基
大拜尔基（匈牙利語：Nagyberki），是匈牙利绍莫吉州所辖的一个村。总面积21.74平方公里，总人口1453，人口密度66.8人/平方公里（2011年1月1日）。